# E-postkontroversen vid Climatic Research Unit

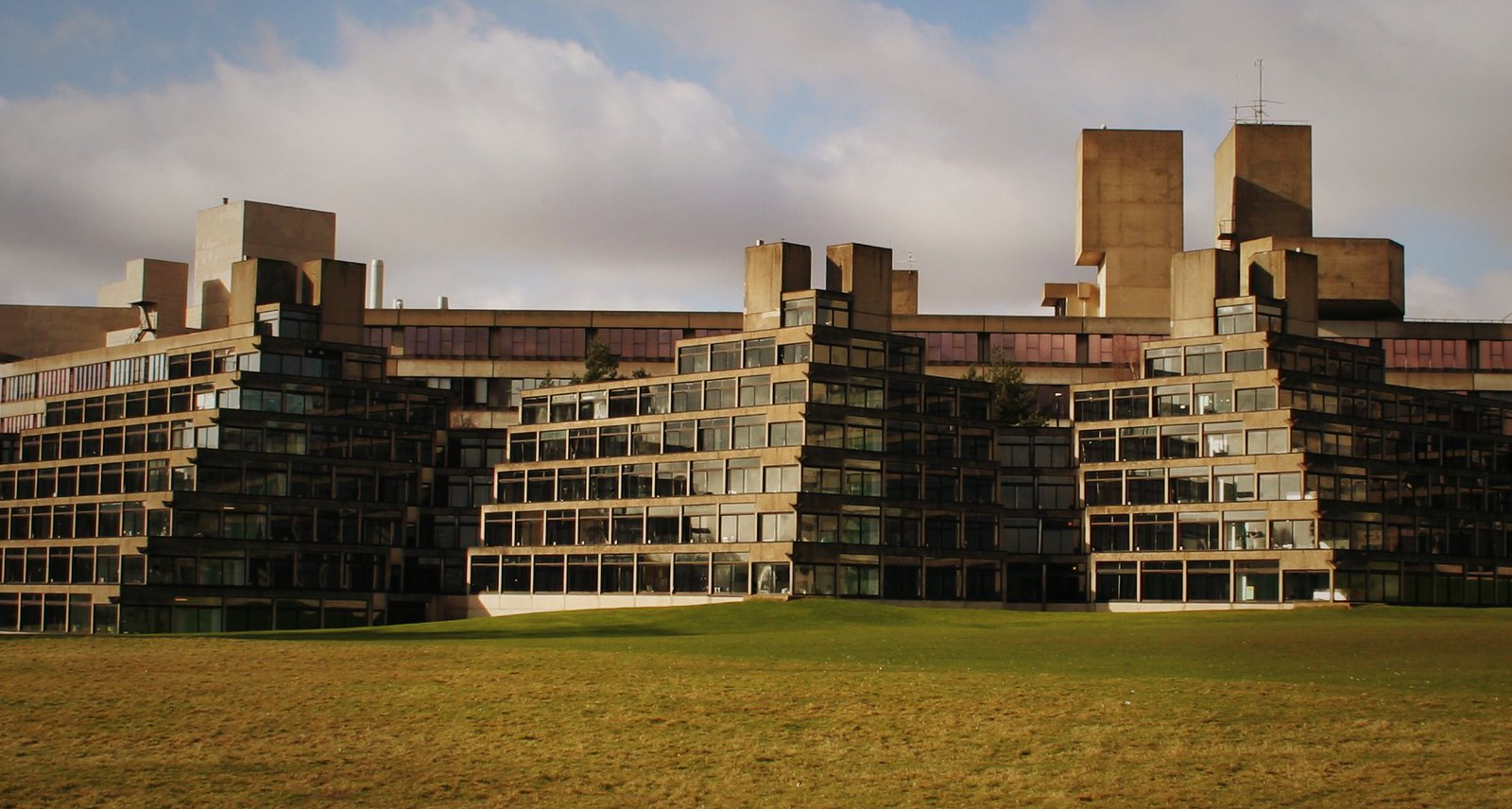
University of East Anglia, varifrån de omdiskuterade dokumenten härstammade.

E-postkontroversen vid Climatic Research Unit, ofta benämnd som Climategate i media, uppstod i november 2009, då ett stort antal e-brev och andra dokument offentliggjordes efter ett dataintrång hos klimatforskningsinstitutet CRU vid University of East Anglia i Storbritannien.
I e-breven fanns uttalanden som påstods tyda på att forskare publicerat vilseledande eller falska forskningsresultat till stöd för teorin om människans påverkan på den globala uppvärmningen, samt att de försökt snedvrida referentgranskningen med samma syfte. Händelsen ledde till en rad utredningar vilka i stort sett kom fram till slutsatsen att inga oegentligheter hade förekommit i forskningen, även om enheten kunde ha delat med sig av sina rådata mera öppet.

## Utredningar
Ett utskott i brittiska parlamentets underhus, House of Commons Science and Technology Committee, utredde anklagelserna mot CRU som ställts i samband med händelserna. I rapporten understryks att det inte finns tecken som tyder på att forskarna på ett osakligt sätt påverkat referentgranskningen eller att de skulle ha publicerat vilseledande eller falsk forskning. Däremot riktas kritik mot enheten för dess ovilja att dela med sig rådata, även om denna ovilja, enligt rapporten, till stor del berodde på att vissa önskemål om rådata endast gjordes för att diskreditera forskarna.
University of East Anglia sammansatte en fristående panel för att utreda händelserna. Enligt rapporten, som kom ut i april 2010, förekom inte fusk i forskarnas publicerade arbeten, men studierna kunde ha gjorts i närmare samarbete med statistikexperter. Enligt rapporten väcker händelserna också frågor om hur utgivning av information på begäran av utomstående ska skötas.
En annan, mycket ingående utredning gjordes av en fristående panel som gav ut sin rapport i juli 2010. Utredningen kom fram till att ingenting tydde på fusk i forskningen, men att rådata och metoder borde ha utgivits mera öppet åt de som begärde dem.
Den 18 juli 2012 lade Norfolkpolisen ned sin utredning av dataintrånget på grund av att de inte hade någon ”realistisk möjlighet att identifiera gärningsmannen eller gärningsmännen och inleda brottmålsprocess inom de tidsramar som föreskrivs i lagen”. Polisen kom också fram till att intrånget var en ”sofistikerad och noggrant planerad attack på CRU:s datafiler som utfördes utifrån via Internet” och att det inte fanns några ”bevis som tyder på att någon som arbetar på eller är förknippad med University of East Anglia var inblandad i brottet”.